# جنگ‌های هفت روزه
جنگ‌های هفت روزه (انگلیسی: Seven Days Battles) یک مجموعه از جنگ‌های هفتگانه است که در طی هفت روز و از تاریخ ۲۵ ژوئن تا ۱ ژوئیه سال ۱۸۶۲ میلادی، نزدیک ریچموند، ویرجینیا در دوران جنگ داخلی ایالات متحده به وقوع پیوست